# VC Haasrode Sport
VC Haasrode Sport was een Belgische voetbalclub uit Haasrode. De club was aangesloten bij de KBVB met stamnummer 6139 en had geel en rood als kleuren. De club ontstond in 1957 en verdween in 1992 door een fusie. Haasrode Sport speelde in de provinciale reeksen.

## Geschiedenis
De club werd op 8 december 1957 gesticht door een veertiental Haasroodse jongeren. Men koos voor geel-rood als clubkleuren en hun terrein werd aangelegd op een hoger gelegen plateau aan het Betsveld, beter bekend als "Oep Den Berg". De officiële inhuldiging vond plaats op 17 mei 1958. Het daaropvolgende seizoen startte men in competitie bij de Belgische Voetbalbond met als stamnummer 6139.
De club groeide uit tot een gereputeerde vereniging in de regio met een goed onderbouwd jeugdbeleid. De accommodatiemogelijkheden waren echter pover en in 1992 werd dan ook besloten om te fusioneren met buurclub Stormvogels Blanden. Die club uit Blanden was bij de Belgische Voetbalbond aangesloten met stamnummer 3892. De fusieclub ging door met het stamnummer 3892 van Blanden onder de naam Stormvogels Haasrode. Het stamnummer van Haasrode Sport verdween.
Het laatste seizoen, 1991/92, speelde VC Haasrode Sport in Vierde Provinciale I en behaalden er de kampioenstitel. De 5-0-thuisoverwinning tegen Sint-Michel op 29 maart 1992 gaf hun hiervoor zekerheid. De club speelde haar laatste wedstrijd op 12 april 1992: VC Haasrode Sport - Linden: 3-1.

## Palmares
- 1965-1966: Kampioen in 4de Gewestelijke D
- 1991-1992: Kampioen in 4de Provinciale I